# Конвенция о договоре международной перевозки грузов автомобильным транспортом

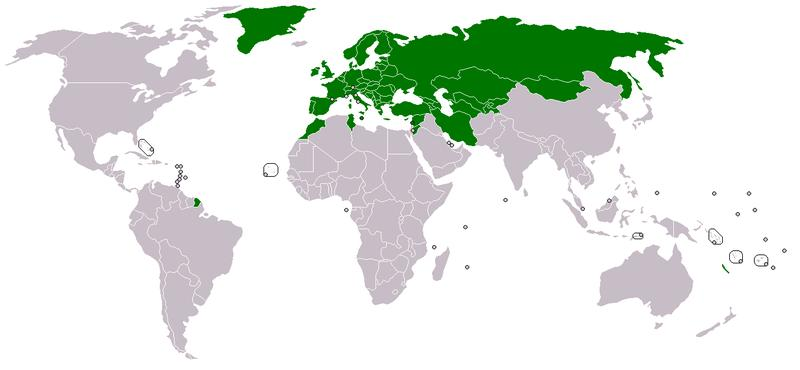
Страны, участвующие в КДПГ

Конвенция о договоре международной перевозки грузов автомобильным транспортом (КДПГ) была принята 19 мая 1956 года в Женеве. Вступила в силу 2 июля 1961 года. Имеет статус Конвенции ООН. Призвана регулировать отношения, возникающие в процессе перевозки международных торговых грузов автомобильным транспортом.
Участниками конвенции являются 58 государств (практически все европейские государства и государства — бывшие республики СССР), в том числе Россия со 2 сентября 1983 года.

## Содержание Конвенции
Официальное название Конвенции :
на английском языке — Convention on the Contract for the International Carriage of Goods by Road;
на французском языке — Convention relative au contrat de transport international de marchandises par route.
Официальное сокращенное название конвенции CMR (аббревиатура названия конвенции на французском языке).
Конвенция применяется к любому возмездному договору о перевозке грузов автотранспортом, когда места принятия к перевозке и доставки груза, указанные в договоре, находятся в разных странах, из которых по крайней мере одна является участницей Конвенции.
КДПГ предусматривает, что договор перевозки груза автотранспортом должен быть подтверждён накладной на перевозку груза. Накладная КДПГ выдаётся в трёх экземплярах: первый экземпляр вручается отправителю, второй-прилагается к товарам, третий — остаётся у перевозчика. Накладная не является оборотным и товарораспорядительным документом.
Конвенция также определяет ответственность перевозчика, сроки предъявления требований и уведомлений.